# Montecchio della Pozzanghera
Montecchio della Pozzanghera is een plaats (frazione) in de Italiaanse gemeente Cortona. De plaats telt ongeveer 1200 inwoners.